# Josefina Cornejo
Josefina Cornejo es una deportista mexicana que compitió en atletismo adaptado, natación adaptada y tenis de mesa adaptado. Ganó catorce medallas en los Juegos Paralímpicos de Verano en los años 1976 y 1980.

## Palmarés internacional
| Juegos Paralímpicos | Juegos Paralímpicos   | Juegos Paralímpicos | Juegos Paralímpicos     |
| Año                 | Lugar                 | Medalla             | Prueba                  |
| ------------------- | --------------------- | ------------------- | ----------------------- |
| 1976                | Toronto (Canadá)      | Medalla de oro      | 60 m 1A                 |
| 1976                | Toronto (Canadá)      | Medalla de oro      | Disco 1A                |
| 1976                | Toronto (Canadá)      | Medalla de oro      | Maza 1A                 |
| 1976                | Toronto (Canadá)      | Medalla de oro      | Pentatlón 1A            |
| 1976                | Toronto (Canadá)      | Medalla de plata    | Maza de precisión 1A-1B |
| 1980                | Arnhem (Países Bajos) | Medalla de oro      | 60 m 1A                 |
| 1980                | Arnhem (Países Bajos) | Medalla de oro      | Disco 1A                |
| 1980                | Arnhem (Países Bajos) | Medalla de oro      | Maza 1A                 |
| 1980                | Arnhem (Países Bajos) | Medalla de oro      | Peso 1A                 |
| 1980                | Arnhem (Países Bajos) | Medalla de plata    | Eslalon 1A              |

| Juegos Paralímpicos | Juegos Paralímpicos   | Juegos Paralímpicos | Juegos Paralímpicos |
| Año                 | Lugar                 | Medalla             | Prueba              |
| ------------------- | --------------------- | ------------------- | ------------------- |
| 1976                | Toronto (Canadá)      | Medalla de plata    | 25 m espalda 1A     |
| 1980                | Arnhem (Países Bajos) | Medalla de plata    | 25 m espalda 1A     |
| 1980                | Arnhem (Países Bajos) | Medalla de plata    | 25 m libre 1A       |

| Juegos Paralímpicos | Juegos Paralímpicos   | Juegos Paralímpicos | Juegos Paralímpicos |
| Año                 | Lugar                 | Medalla             | Prueba              |
| ------------------- | --------------------- | ------------------- | ------------------- |
| 1980                | Arnhem (Países Bajos) | Medalla de bronce   | Individual 1A       |